# Charles de Bernard
Pour les articles homonymes, voir Bernard et Charles Bernard.
 Pierre-Marie-Charles de Bernard Du Grail de la Villette, dit Charles de Bernard, né à Besançon le 24 février 1804 et mort à Sablonville (aujourd'hui Neuilly-sur-Seine) le 6 mars 1850, est un romancier et nouvelliste français. Ami de Balzac, il connut une grande popularité dans les années 1840.

## Biographie
Issu d'une très ancienne famille du Vivarais, il fait ses études au collège de Besançon, puis à la faculté de droit de Dijon. Il rédige en 1830 une série d'articles légitimistes pour La Gazette de Franche-Comté. En 1831, il publie dans la Gazette une critique élogieuse de La Peau de chagrin, qui lui vaut une lettre de remerciements de son auteur. Sollicité par Balzac, Charles de Bernard se rend alors à Paris, où il fréquente le cénacle de Charles Nodier. En 1832, il publie un volume de poésies élégiaques, Plus deuil que joie, lequel ne rencontre aucun succès. Déçu, il se retire dans sa ville natale.
Balzac, qui lui rend visite en 1833, lui prodigue ses conseils et le persuade de retourner à Paris. Il se remet alors à écrire et fait paraître dans La Chronique de Paris plusieurs nouvelles, dont un premier recueil, intitulé Le Nœud gordien, est publié en 1838. L'une d'elles, La Femme de quarante ans, fait écho à La Femme de trente ans de Balzac, auquel Charles de Bernard est aussitôt comparé. Jules Claretie, qui apprécie ses portraits, empreints de réalisme et de naturel, et loue son style énergique et limpide, à la fois élégant et cultivé, le juge même supérieur à son mentor. En 1838, son roman Gerfaut, considéré comme son chef-d'œuvre, est couronné par l'Académie française. Il est traduit en anglais et admiré tant aux États-Unis qu'en Grande-Bretagne, où William Makepeace Thackeray se félicite que Charles de Bernard épargne à ses lecteurs les « horreurs » et les « monstruosités » sur lesquelles ils risquent de tomber en lisant Balzac ou Dumas.
Atteint d'une maladie du larynx, qui finit par lui rendre toute déglutition impossible, Charles de Bernard meurt d'inanition à l'âge de 46 ans. Avant de tomber tout à fait dans l'oubli, son œuvre suscita en 1878 ce commentaire de Henry James :

« Charles de Bernard n'offre plus guère à présent qu'un intérêt historique, et la lecture de ses romans n'est pas à recommander à ceux qui ont quelque chose de plus substantiel à se mettre sous la dent. Mais comme romancier français de second rang, il mérite qu'on lui réserve un petit coin confortable, car s'il ne vaut pas spécialement la peine d'être étudié, il vous laisse du moins une impression fort sympathique si jamais vous le croisez en chemin. [...] Si le but premier d'un roman est de nous donner du plaisir, Charles de Bernard est un meilleur romancier que Gustave Flaubert. »

Il est enterré au cimetière ancien de Neuilly-sur-Seine. Un passage de Besançon porte son nom.

## Œuvres
Romans et nouvelles
- La femme de 40 ans (1836)
- Le Nœud gordien (1838). Texte en ligne
- Gerfaut (2 volumes, 1838)
- Le Paravent (2 volumes, 1939)
- Les Ailes d'Icare (2 volumes, 1839)
- La Cinquantaine (1839)
- La Peau de Lion (1841)
- L'Écueil (2 volumes, 1842)
- Un Homme sérieux (2 volumes, 1843)
- Le Beau-Père (1845)
- Le Gentilhomme campagnard (6 volumes, 1846)
- Le Veau d'or (1847)

Poésie
- Plus deuil que joie (1832)

Théâtre (avec Charles-Henri-Ladislas Laurençot)
- Une position délicate, comédie-vaudeville en 1 acte, Paris, Gymnase dramatique, 18 juin 1836.
- Madame de Valdaunaie, ou Un amour dédaigné, comédie-vaudeville en 2 actes Paris, Gymnase-dramatique, 21 janvier 1837.

Œuvres complètes
- Œuvres complètes (12 volumes, 1854)

Œuvre portée à l'écran
- Gerfaut, film muet belge réalisé en 1920 par Paul Flon et F. Desportes.

## Hommage
- en 1930 Honoré de Balzac lui dédicace sa nouvelle Sarrasine[3].